# Евтушенко, Владимир Яковлевич
Влади́мир Я́ковлевич Евтуше́нко (1925—2013) — русский советский писатель, журналист, редактор газет. Участник Великой Отечественной войны. Член Союза писателей СССР. Председатель Воронежской областной организации Союза журналистов СССР (1965—1989).

## Биография
Родился 14 июля 1925 года в селе Белогорье Острогожского уезда Воронежской губернии, РСФСР. Подростком работал в колхозе, заменив ушедшего на фронт отца. 
В марте 1943 года был призван сам. Участвовал в Курской битве (1943), в разминирования города Варшавы (1944), в освобождении г. Брно (1944). Был ранен в бою. Дошёл до Берлина, оставив на рейхстаге свой автограф.
После демобилизации в ноябре 1945 года работал в селе Белогорье инспектором отдела культпросветработы (до 1947 года), в районном комитете ВЛКСМ (1947—1951), редактором районной газеты «Большевик» (1951—1957). В 1953 году окончил исторический факультет Воронежского государственного педагогического института, а в 1959 — Высшую партийную школу при ЦК КПСС.
- с 1959 по 1964 — заведующий сектором печати и заместитель заведующего отделом пропаганды и агитации Воронежского обкома КПСС
- с 1965 по 1989 — главный редактор областной газеты «Коммуна»
- председатель Воронежской областной организации Союза журналистов СССР (1965—1989)[2]

Член Союза писателей СССР с 1969 года. С 1989 года руководил пресс-центром областного Совета ветеранов. Редактор общественной редакции «Живая память» (с 1995), которой было выпущено около 50 сборников военно-патриотической литературы.
Умер в Воронеже 26 марта 2013 года.

## Творчество
Автор 20 книг прозы, изданных в Москве и Воронеже тиражом более 4 миллионов экземпляров. Темы его произведений посвещены людям деревни, «решению экономических, социальных и воспитательных задач [Коммунистической] партии на селе».

## Награды и премии
- 2 ордена Красной Звезды (1944 и 1945)
- 2 орден Трудового Красного Знамени (1967 и 1975)
- орден «Знак Почёта» (1985)
- орден Дружбы Народов (1987)
- 2 медали «За отвагу» (1943, 1945)
- медаль «За победу над Германией в Великой Отечественной войне 1941—1945 гг.» (1945)[4]
- Лауреат премии Союза журналистов СССР и России[2]